# Petit séminaire de Belley
Le petit séminaire de Belley est un ancien séminaire catholique situé rue Sainte-Marie à Belley, dans le département français de l'Ain en région Auvergne-Rhône-Alpes. En 2015, il est occupé par l'hôtel "Maison Saint Anthelme".

## Présentation
Le séminaire est situé dans le département français de l'Ain, sur la commune de Belley. Les fragments antiques du proche d'entrée de l'édifice sont classés au titre des monuments historiques en 1840.

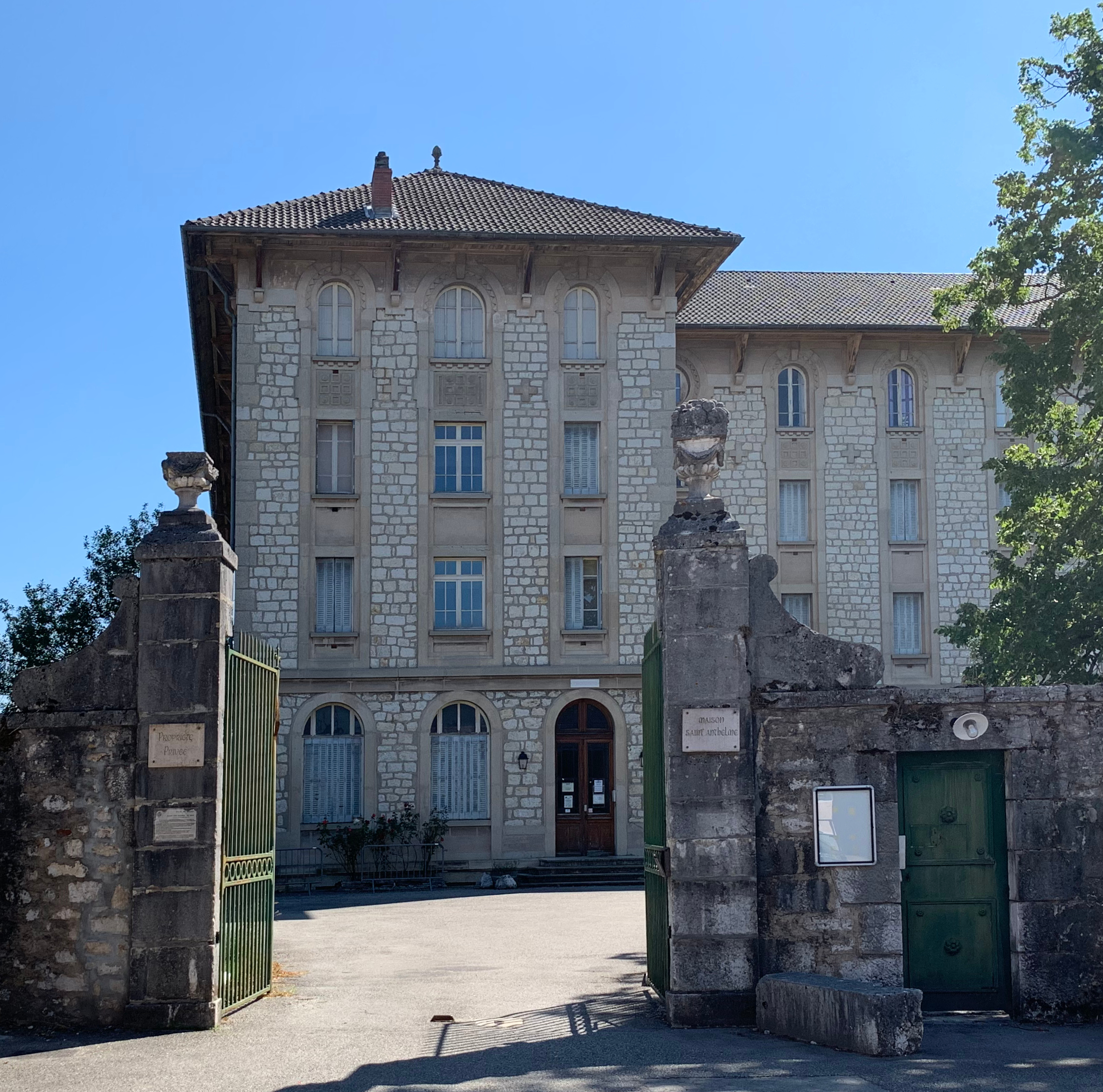
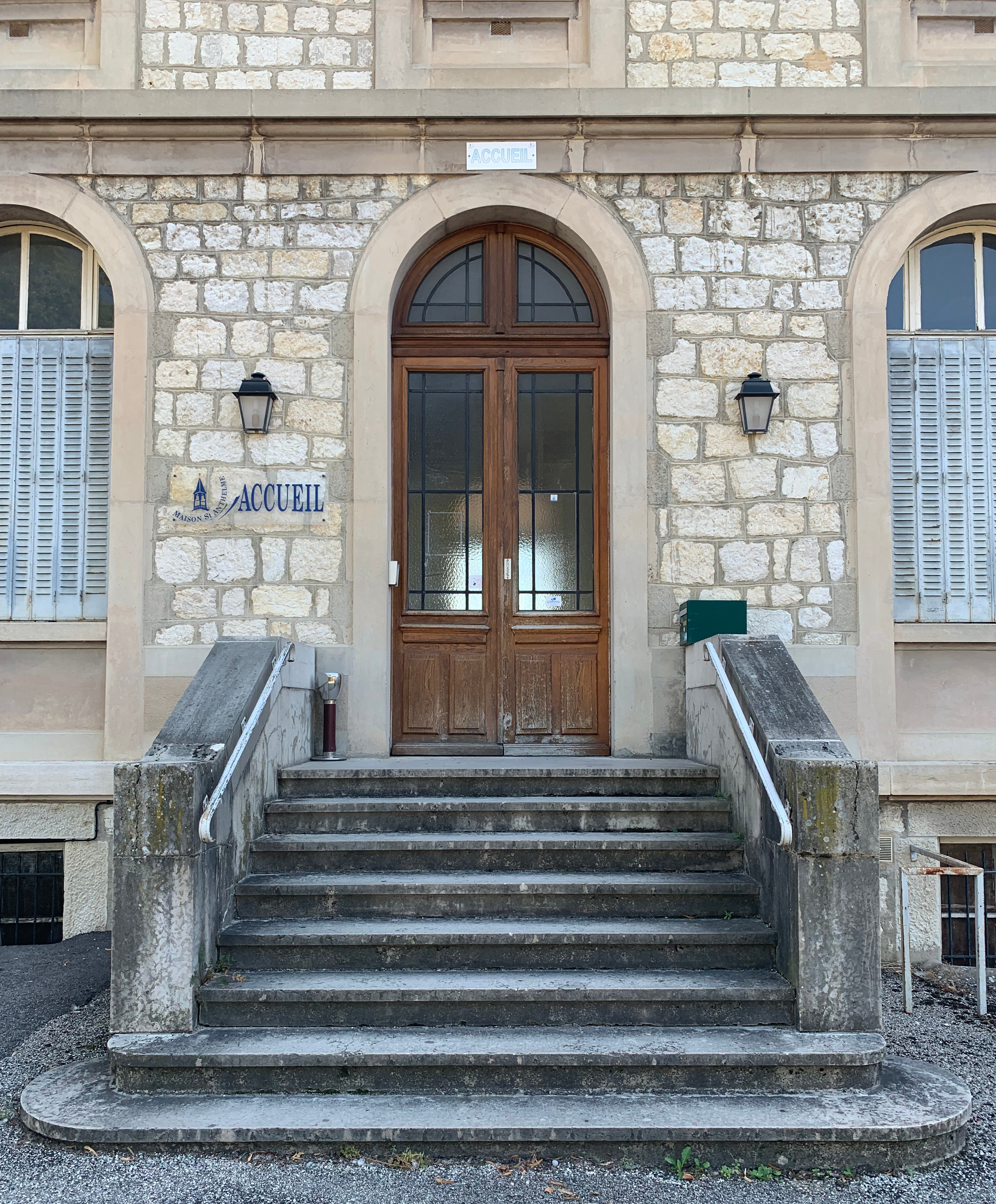
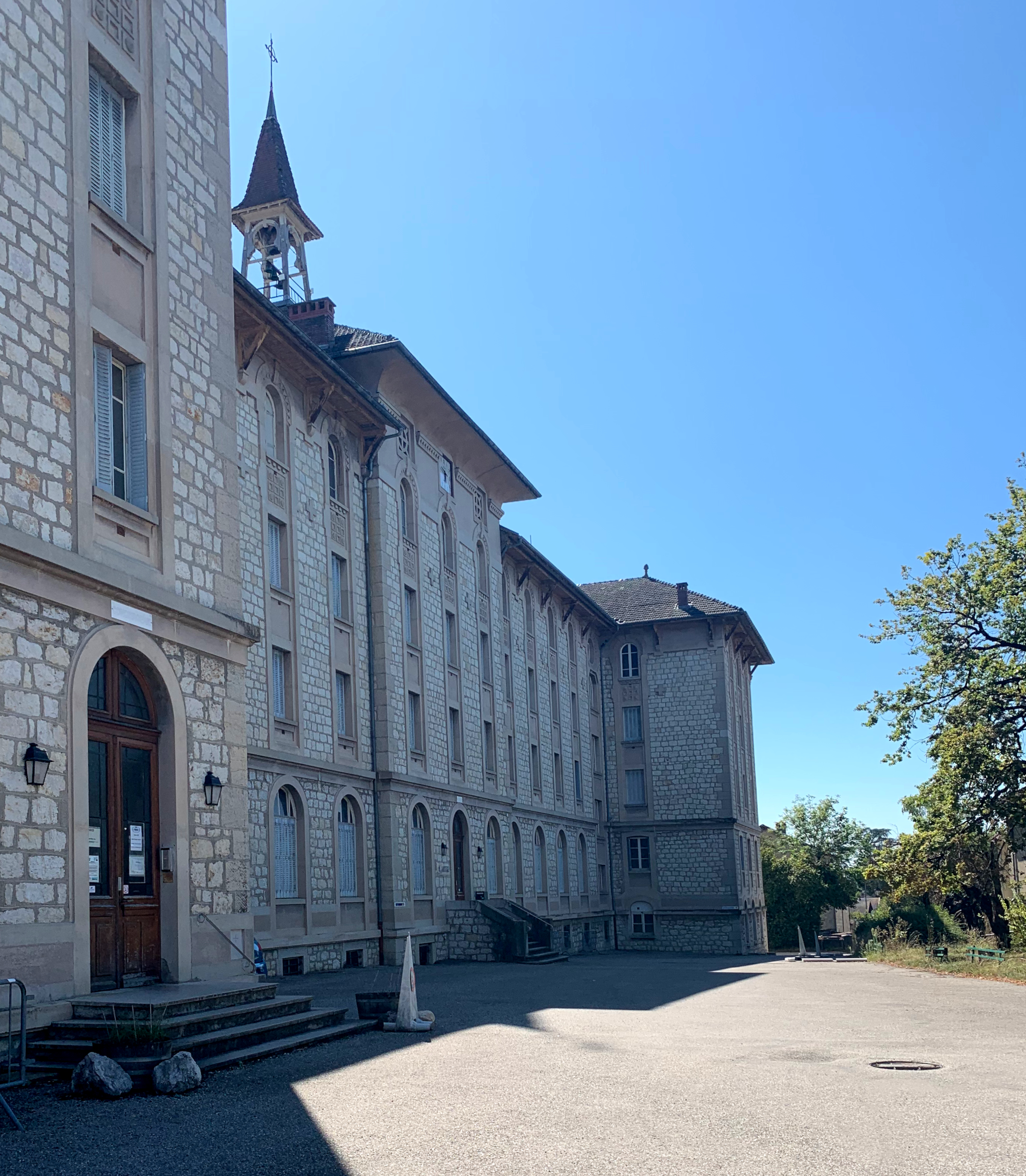
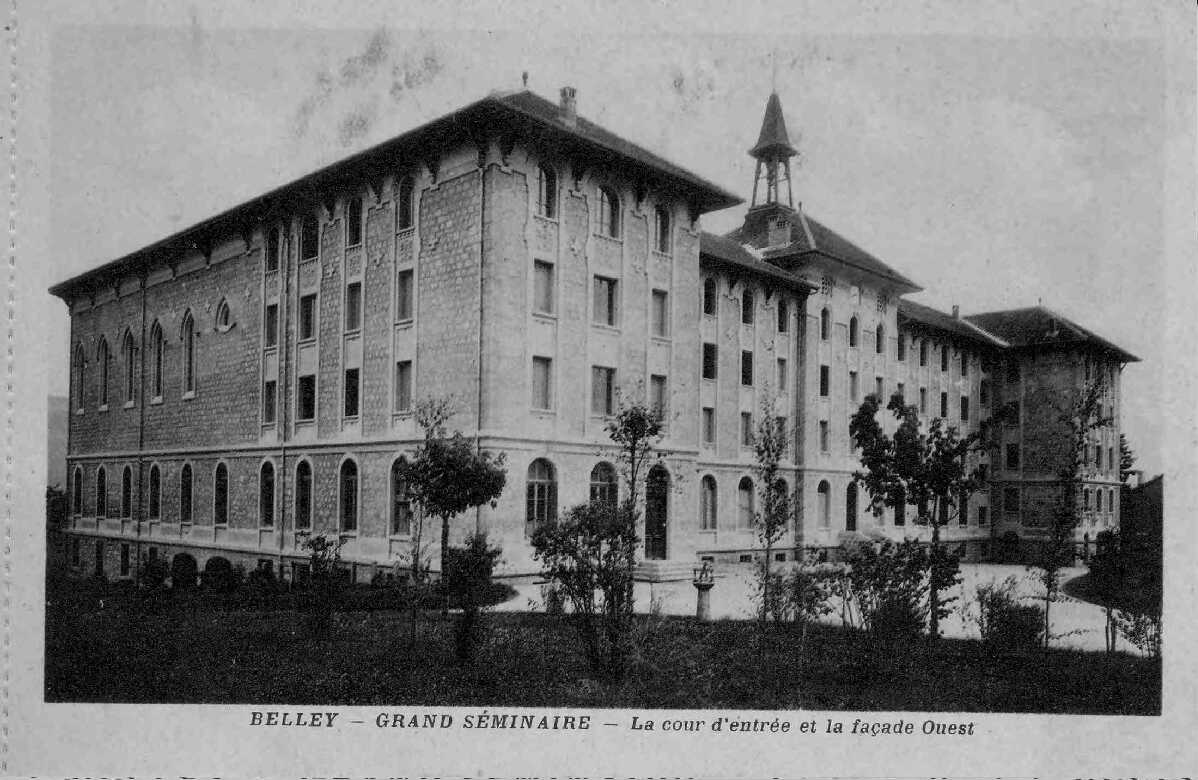